# Ilvesheim

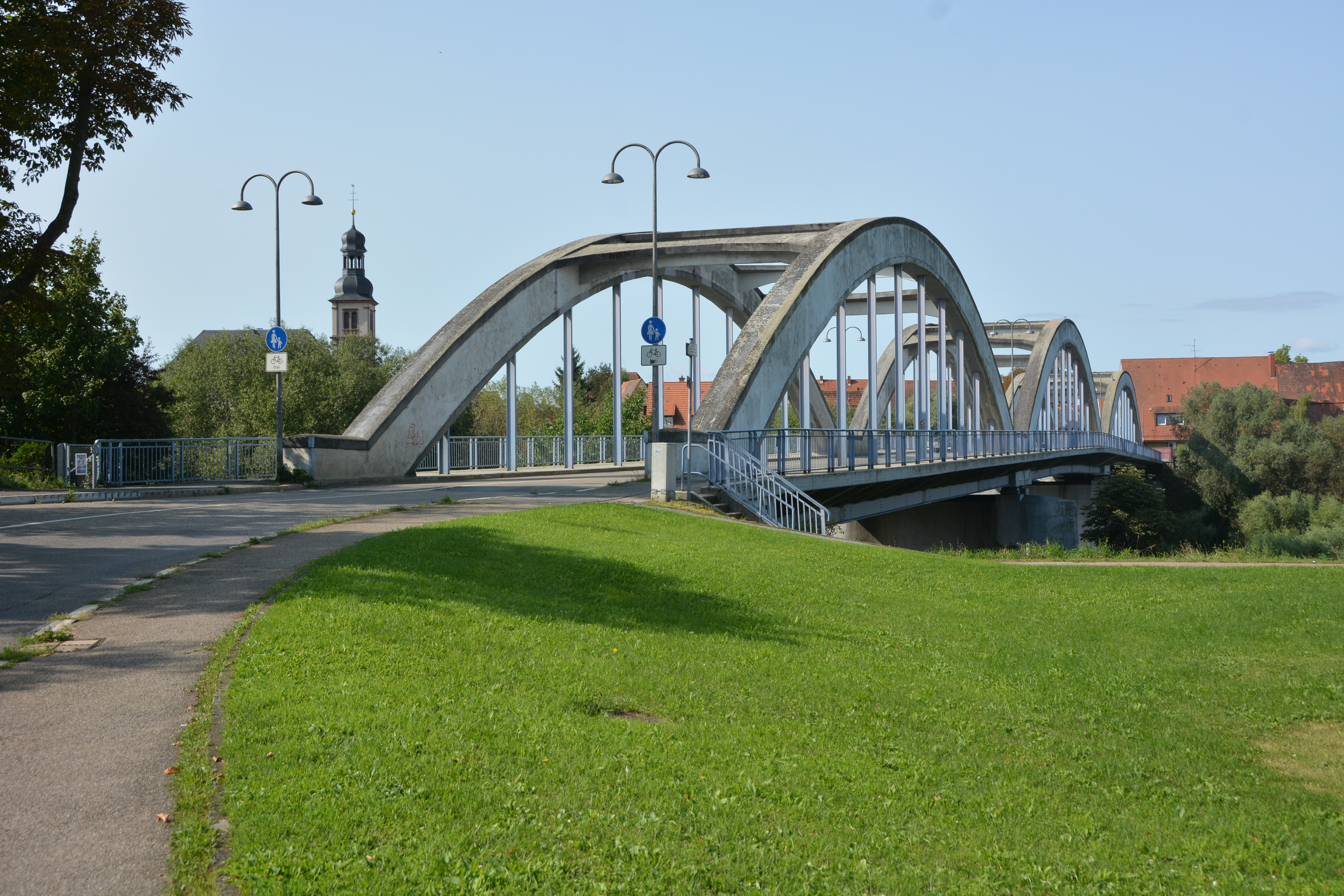
Cầu Neckar đến Mannheim-Seckenheim

Ilvesheim là một xã thuộc huyện Rhein-Neckar, bang Baden-Württemberg ở Đức. Là một trong những đô thị đầu tiên nằm dọc theo Tuyến đường tưởng niệm Bertha Benz nổi tiếng, nơi đây có khoảng 8700 cư dân (2012).

## Thời tiết
| Nhiệt độ và lượng mưa trung bình hàng tháng ở Mannheim 1971–2000 \| \| Tháng 1 \| Tháng 2 \| Tháng 3 \| Tháng 4 \| Tháng 5 \| Tháng 6 \| Tháng 7 \| Tháng 8 \| Tháng 9 \| Tháng 10 \| Tháng 11 \| Tháng 12 \| \| \| \| Nhiệt độ ( °C ) \| 1,8 \| 2,7 \| 6,6 \| 10,0 \| 14,8 \| 17,6 \| 19,9 \| 19,5 \| 15,4 \| 10,2 \| 5,2 \| 2,9 \| Ø \| 10,5 \| \| Lượng mưa ( mm ) \| 40 \| 38 \| 46 \| 48 \| 73 \| 74 \| 83 \| 49 \| 56 \| 54 \| 55 \| 53 \| Σ \| 668 \| |         |         |         |         |         |         |         |         |         |          |          |          |   |      |
| | Tháng 1 | Tháng 2 | Tháng 3 | Tháng 4 | Tháng 5 | Tháng 6 | Tháng 7 | Tháng 8 | Tháng 9 | Tháng 10 | Tháng 11 | Tháng 12 |   |      |
| Nhiệt độ ( °C ) | 1,8     | 2,7     | 6,6     | 10,0    | 14,8    | 17,6    | 19,9    | 19,5    | 15,4    | 10,2     | 5,2      | 2,9      | Ø | 10,5 |
| Lượng mưa ( mm ) | 40      | 38      | 46      | 48      | 73      | 74      | 83      | 49      | 56      | 54       | 55       | 53       | Σ | 668  |